# Bergendy Péter (filmrendező)
Bergendy Péter (Budapest, 1964. november 14. –) Balázs Béla-díjas magyar filmrendező, pszichológus, Bergendy Péter zenész fia.

## Életpályája
1984–1989 között az ELTE Bölcsészettudományi Kar pszichológia szakán tanult. 1984–1991 között a Magyar Televízióban rendezőasszisztensként dolgozott. 1987–1989 között a Magyar Filmintézet tudományos segédmunkatársa volt. 1989–1990 között a Helikon Film forgalmazási osztályvezetője; a Galaktika és az Atlantisz című magazinok szerkesztője volt. 1991 óta a Stáb Filmfactory Kft. társtulajdonosa; videóklipeket és reklámfilmeket készít. 1991–1994 között a Friss című ifjúsági magazinműsor szerkesztő-rendezője, 1991–2002 között a Cinema magazin főszerkesztője volt.

## Filmjei

### Rendezőként

#### Játékfilmek
- Post Mortem (2020)
- Trezor (2018)
- A vizsga (2011)
- Állítsátok meg Terézanyut! (2004)

### Színészként
- Kontroll (2003)
- Kalandorok (2008)

## Díjai
- Balázs Béla-díj (2020)